# 安崖镇
安崖镇是中国陕西省榆林市榆阳区下辖的一个镇。

## 行政区划
安崖镇下辖以下行政区：
安崖底村、高沙峁村、韩家坡村、页梁湾村、黄家沟村、王岔村、刘岔村、鱼河湾村、枣树墕村、胡家圪劳村、房家崖村、杨会塌村、烟洞山村、卢家铺村、石瓦寺村、红花渠村、房家老庄村、黑柏沟村、驮柴峁村、庞窑则村、沙舍科村、前杜家沟村、后杜家沟村、王南沟村、白南沟村、王达畔村、暖水沟村、梢沟村、焦崖窑村、白兴庄村、田家寨村